# Myrmurkling
Myrmurkling (Sarcoleotia turficola) är en svampart som först beskrevs av Jean Louis Emile Boudier, och fick sitt nu gällande namn av Dennis 1971. Sarcoleotia turficola ingår i släktet Sarcoleotia och familjen Geoglossaceae.   Inga underarter finns listade i Catalogue of Life.
I den svenska databasen Dyntaxa används istället namnet Ascocoryne turficola för samma taxon.  Arten är reproducerande i Sverige.